# Добрељи
Добрељи (Добреља) су насељено мјесто у Општини Гацко, Република Српска, БиХ.
Овде се налази Храм Светог Николе (Добреља).

## Становништво
| Демографија | Демографија | Демографија |
| Година      | Становника  | Становника  |
| ----------- | ----------- | ----------- |
| 1948.       | 206         |             |
| 1953.       | 223         |             |
| 1961.       | 210         |             |
| 1971.       | 185         |             |
| 1981.       | 149         |             |
| 1991.       | 143         |             |

## Галерија
- Црквица у Добрељима
- Црквица у Добрељима
- Црквица у Добрељима